# William Taylor
William Taylor (Londra, 1860 – ...) è stato un tennista britannico.

## Biografia
Al di fuori della sua carriera tennistica, si sa poco o nulla di William Taylor. Esordì al torneo di Wimbledon nel 1881, ma i risultati di maggior rilievo furono nel 1883 e nel 1888, quando raggiunse le semifinali del singolare maschile, perdendo tuttavia prima con Donald Stewart (0-6, 1-6, 3-6) e poi con Ernest Lewis (7-9, 4-6, 4-6).
Anche nel doppio maschile raggiunse le semifinali nell'edizione 1885 in coppia con Charles Hoadley Ashe Ross, ma i due furono sconfitti da Claude Farrer e Arthur John Stanley (3-6, 6-8, 2-6). Non giocò più a Wimbledon dopo il 1898.